# Syrrhopodon rufescens
Syrrhopodon rufescens là một loài rêu trong họ Calymperaceae. Loài này được Hook. & Grev. mô tả khoa học đầu tiên năm 1826.